# Agrionopsis distanti
Agrionopsis distanti är en bönsyrseart som beskrevs av Kirby 1899. Agrionopsis distanti ingår i släktet Agrionopsis och familjen Mantidae. Inga underarter finns listade i Catalogue of Life.